# Sant'Andrea della Valle
Sant'Andrea della Valle je manjša bazilika v okrožju (rione) Sant'Eustachio v mestu Rim v Italiji. Bazilika je splošni sedež verskega reda Teatincev. Stoji na Piazza Vidoni, 6 na križišču Corso Vittorio Emanuele (obrnjena fasada) in Corso Rinascimento.

## Opis
Cerkev je bila sprva načrtovana, ko je leta 1582 [1] Donna Costanza Piccolomini d'Aragona, vojvodinja Amalfija in potomka družine papeža Pija II. , zapustila svojo palačo in sosednjo cerkev San Sebastiano v osrednjem Rimu teatinskemu redu za gradnjo nove cerkve. Ker je bil Amalfijev zavetnik sveti Andrej, je bila cerkev načrtovana v njegovo čast. Dela so se sprva začela okoli leta 1590 po načrtih Giacoma della Porta in Pier Paola Olivierija ter pod pokroviteljstvom kardinala Gesualda. S smrtjo pokrovitelja je vodstvo cerkve prešlo na kardinala Alessandra Perettija di Montalta, nečaka papeža Siksta V. Delo se je začelo leta 1608, financirano iz takrat velike donacije več kot 150.000 zlatih skudov in z obsežnejšim načrtom predvsem  Carla Maderna. Notranjost cerkve je bila dokončana do leta 1650, nekaj sprememb je dodal Francesco Grimaldi.

### Kupola
Fresko okrasitev kupole Sant'Andrea je bila ena največjih naročil svojega časa. Za delo sta se potegovala dva učenca Carraccia, Giovanni Lanfranco in Domenichino. Leta 1608 je Lanfranca izbral kardinal Alessandro, vendar je Ludovisijevo papeštvo papeža Gregorja XV. dalo prednost bolonjskemu Domenichinu. Na koncu sta bila zaposlena oba umetnika, Lanfrancova razkošna kupolasta dekoracija (dokončana leta 1627) pa je za naslednja desetletja postavila vzor za takšno dekoracijo. Kupolo s premerom 16 metrov je zgradil Carlo Maderno. S svojimi 80 metri  višine je bila dolgo časa tretja največja kupola v Rimu, po baziliki svetega Petra in Panteonu. Zunaj boben prevzame temo parnih stebrov kupole sv. Petra. Rudolf Wittkower tako govori o kupoli: »V primerjavi s kupolo San Pietro je Maderno dvignil višino bobna na račun oboka in povečal površino, rezervirano za okna, in te spremembe so bile uvod v kasnejši razvoj baroka.« 
Je zelo svetla, zahvaljujoč vrsti oken, prepletenih z osmimi pol stebri. Prisotnost oken, če na eni strani dopušča razkošno razsvetljavo, ki je značilna za cerkev, na drugi strani otežuje razlikovanje čudovite freske kupole, ki jo je izdelal Giovanni Lanfranco med letoma 1621 in 1625. Delo je bilo opravljeno hkrati in verjetno v konkurenci, s fresko pendantivov in apsidalnim transeptom, z zgodbami o sv. Andreju ki jih je Domenichino izvedel med letoma 1621 in 1628.
Kupola prikazuje Marijino vnebovzetje. Lik Device lahko prepoznamo v sredini na prestolu oblakov in angelov. Z vzponom postaja atmosfera vse bolj redka, kar vodi v tekočo razporeditev figur. V zvezi z liki glasbenih angelov, ki nameravajo igrati na različne instrumente, Giovan Pietro Bellori piše, da »zaradi mehkobe barv v tišini slikanja slišite nebesno melodijo« , ki slikanje primerja z glasbo in razporeditev figur z glasbeno harmonijo.

### Kapele na desni
Kapelo Ginetti, prvo na desni, je leta 1670 zasnoval Carlo Fontana, kiparski relief iz belega marmorja, ki prikazuje temo Angel poziva sveto družino, naj pobegne v Egipt (1675), je izklesal Antonio Raggi. Angel je upodobljen v slogu njegovega mentorja Berninija. V tej kapeli sta pokopana kardinal Marzio Ginetti (umrl 1671) in njegov nečak, kardinal Giovanni Francesco Ginetti (umrl 1691).
Druga kapela Strozzi ima Pietà, Leah in Rahel (1616), bronaste kopije Gregoria De Rossija iz Michelangelovih originalov. Kapelo je verjetno zasnoval Michelangelo, a jo je izvedel Leone Strozzi (1555–1632). Pod kipoma Lea in Rahel sta dva bronasta reliefa, ki prikazujeta Snemanje s križa in Kristusov spust v vice. Kenotafi v črnem marmorju na stranskih stenah so bili postavljeni za družino Strozzi: kardinal Lorenzo (umrl 1571), Leone (umrl 1554), Pietro (umrl 1558), Roberto Strozzi (umrl 1566) in Maddalena Medici.
Kapelo "Matere Božje od Srca" (1887–1889) je zasnoval Aristide Leonori. Sliko Madone je naslikal Silverio Capparoni, blagoslovil jo je papež Pij IX.
Na desnem transeptu je kapela sv. Andreja Avellina s Smrtjo svetnika (1625) Giovannija Lanfranca, ki je v freski upodobil tudi veličastno Podobo raja (1625–28) v kupoli s figurami evangelistov v pendantivih (1621) –1628) njegovega tekmeca Domenichina.
V kotu desnega transepta sta dve kapeli. Kapela Križanja (1647) prikazuje starinsko leseno razpelo nad sliko Madone v sijočem nimbu. Na desni strani je grob teatinskega kardinala sv. Giuseppeja Maria Tomasija. Oratorij božanske ljubezni je iz leta 1751.

### Kapele na levi
Kapela Madonna della Purità je bila prvotno posvečena Sveti družini. Leta 1647 je bila Madona imenovan za zavetnico teatincev. Oltar je bil posvečen leta 1725 in prikazuje grobnico mučenca svetega Fortunata. Štiri lunete na lokih je poslikal Silvio Galimberti leta 1912. Oltarna slika Madonna della Purità (1647) je neapeljski slikar Alessandro Francesi kopiral iz izvirnika (1641) španskega slikarja Luisa de Moralesa, ki je še vedno v Neapelju, v cerkvi San Paolo Maggiore. Krasi jo zlati sijoči svetniški sij v zahvalo, ker je mesto rešila pred lakoto. Na levi steni kapele je grob kardinala Stoppanija (umrl 1774).
Levi transept je posvečen svetemu Kajetanu, ustanovitelju teatincev. Oltarno sliko, ki prikazuje Sveti Kajetan časti Madono in otroka (1770), je naslikal Mattia de Mare, oltar iz leta 1912 pa Cesare Bazzani. Freske (1770) na stranskih stenah je naslikal Alessio D'Elia. Pred oltarjem sta alegorična kipa Obilja in Modrosti Giulio Tadolini..
Nad vhodom v levo krožno kapelo je grob papeža Pija II. (1475), ki ga je leta 1615 dokončal sledilec Andrea Bregno.
Tretja kapela na levi je posvečena svetemu Boštjanu in je bila okrašena s slikami Filipa Martinuccija leta 1869. Oltarno sliko Sveti Boštjan je naslikal Giovanni de' Vecchi leta 1614.
Kapelo Rucellai o Dei Beati je leta 1610 zasnoval Matteo Castelli de Melide, sorodnik družine Borromini. Oltarna slika, pripisana sicilskemu slikarju Francescu Mannu (1754–1831), prikazuje tri blažene teatince: Marinonija, Buralija D'Arezza in Tomasija. Na desni steni je slika Cristofora Roncallija (Pomarancia) Nadangel Gabrijel v prisotnosti večnega očeta. Pomarancio je naslikal tudi sliko Nadangel Rafaela in Tobija starejši na levi steni in fresko v kupoli Slavo glasbe ustvarjajo angeli. Druge slike so avtorja Ambrogia Buonvicina in prikazujejo Angele v slavi. Na levi steni je nagrobni spomenik iz črnega marmorja za Orazia Rucellai (1604–1673) in grob Giovannija della Casa, avtorja Il Galatea. Na desni steni je grob Annibala Rucellai (umrl leta 1601), škofa v Carcassonneu v Franciji.
Zadnja kapela na levi je Cappella Barberini, ki jo je leta 1616 po naročilu kardinala Maffea Barberinija (ki je postal papež Urban VIII.) zasnoval Matteo Castelli di Melide. Oltarna slika Marijino vnebovzetje (med štirimi korintskimi stebri iz starinsko roza  marmorja) in slike Obiskovanje in Lucia zbira telo sv. Boštjana, so avtorja Domenica Crestija (il Passignano). Na levi je v najbolj oddaljeni niši Sveti Janez Krstnik (1616) Pietra Berninija, v najbližji niši na desni pa je Sveta Marta (1629) Francesca Mochija, ki je bistveno večja od ostalih treh skulptur, pri čemer naj bi sveta Marta želela zapustiti svojo nišo.

### Apsida
Okras apside je delo Alessandra Algardija. V pol kupoli apside je Zgodovina sv. Andreja in Kreposti freskopisal Domenichino. V stenah apside so tri freske Križanje, Mučeništvo in Pokop sv. Andreja Mattie Pretija (1650–1651), ki ga je naročila Donna Olimpia Maidalchini, svakinja papeža Inocenca X.

### Fasada
Baročno fasado je med letoma 1655 in 1663 dodal Carlo Rainaldi po naročilu kardinala Francesca Perettija di Montalta, nečaka Alessandra..

## Zanimivosti
Cerkev hrani kenotafe papežev Pija II. In Pija III., ki sta pokopana v cerkvi.
Prvo dejanje opere Tosca Puccinija je postavljeno v Sant'Andrea della Valle. Vendar pa je bila Cappella Attavanti pesniški izum.
Cerkev Sant'Andrea della Valle je kasneje postala vzor za gradnjo drugih cerkva, kot sta cerkev sv. Kajetana v Münchnu in cerkev sv. Ane v Krakovu.
Na trgu pred cerkvijo stoji vodnjak Carla Maderna, ki je do leta 1937 stal na zdaj uničenem trgu Piazza Scossacavalli v Borgu.